# Himno de los Marines
El Himno de los Marines es el himno oficial del Cuerpo de Marines de los Estados Unidos, introducido por el primer director de la Banda del Cuerpo de Marines, Francesco Maria Scala. Es la canción oficial más antigua de las Fuerzas Armadas de los Estados Unidos.
El Himno de los Marines se canta normalmente en posición de firmes como gesto de respeto. No obstante, la tercera estrofa también se usa como brindis en eventos formales, como el baile de aniversario de los Marines y otras ceremonias. 

## Historia
Algunos versos eran frases populares con anterioridad a que la canción fuese escrita. La línea «a las costas de Trípoli» se refiere a la guerra de Trípoli, y específicamente a la batalla de Derna de 1805. Después de que el teniente Presley O'Bannon y sus marines alzaran la bandera estadounidense sobre el Viejo Mundo por primera vez, la frase se agregó a la bandera del Cuerpo de Marines de los Estados Unidos. «Los Salones de Moctezuma» se refiere a la batalla de Chapultepec del 12 al 13 de septiembre de 1847 durante la guerra entre México y Estados Unidos, donde una fuerza de marines asaltó el Castillo de Chapultepec. 
Si bien se dice que la letra data del siglo XIX, no se conoce ningún texto anterior al siglo XX. El autor de la letra es igualmente desconocido. La leyenda dice que un marine de servicio en México escribió el himno. El autor desconocido transpuso las frases en el lema de los Colores para que las dos primeras líneas del himno se leyeran: «Desde los Salones de Moctezuma a las costas de Trípoli», favoreciendo la eufonía sobre la cronología. 
La música es del Dueto de Gendarmes de la revisión de 1867 de la ópera Genoveva de Brabante de Jacques Offenbach, que se estrenó en París en 1859. La correspondencia entre el Coronel Albert S. McLemore y Walter F. Smith (el segundo líder de la Banda de Marines de los Estados Unidos) proporciona información sobre la melodía: 
| " | El comandante Richard Wallach, USMC, dice que en 1878, cuando estaba en París, Francia, el aria que ahora se canta en el Himno de los Marines era muy popular. | ” |

El nombre de la ópera y una parte del coro se obtuvieron del comandante Wallach y se remitieron al Sr. Smith, quien respondió: 
| " | Se debe felicitar al comandante Wallach por una memoria musical maravillosamente precisa, ya que el aria del Himno de los Marines se encuentra ciertamente en la ópera Genevieve de Brabant ... La melodía no recoge la forma exacta del Himno de los Marines, pero es sin duda el aria de la cual fue tomada. Sin embargo, estoy informado por uno de los miembros de la banda, que tiene una esposa española, que el aria le era familiar en su infancia y que, por lo tanto, podría ser una canción popular española. | ” |

John Philip Sousa escribió una vez: 
| " | La melodía de los 'Salones de Montezuma' está tomada de la ópera cómica de Offenbach, 'Genevieve de Brabant' y es cantada por dos gendarmes. | ” |

La letra también está contenida en el libro Rhymes of the Rookies, publicado en 1917. El autor de estos poemas fue W. E. Christian. El libro está disponible en línea en varios formatos. Consiste en una serie de poemas sobre la vida militar antes de la Primera Guerra Mundial. 
Algunos sitios web, incluido el sitio web oficial del USMC, afirman que el Cuerpo de Marines de los Estados Unidos obtuvo los derechos de autor sobre la canción el 19 de agosto de 1891 o el 18 de agosto de 1919; sin embargo, la Ley de Derecho de Autor de los Estados Unidos prohíbe que el Gobierno federal, incluidas las agencias subordinadas, posean los derechos de autores nacionales y, por esta razón, la canción entra dentro del dominio público. Sin embargo, varios compositores tienen derechos de autor sobre diferentes arreglos de la canción. Estos derechos de autor cubren solo los arreglos específicos y no la canción en su totalidad. En 1929, el Comandante del Cuerpo de Marines autorizó los tres versos del Himno del Cuerpo de Marines como versión oficial, pero cambió las líneas de la quinta a la octava: 
| Versión anterior a 1929                                                                                   | Cambio autorizado |
| --- | --- |
| Admiration of the nation, we're the finest ever seen; And we glory in the title Of United States Marines. | First to fight for right and freedom And to keep our honor clean; We are proud to claim the title Of United States Marine. |

La versión anterior se puede escuchar en la película de 1950 Halls of Montezuma. El 21 de noviembre de 1942, el comandante Thomas Holcomb aprobó un cambio en las palabras de la cuarta línea del primer verso de «En la tierra como en el mar» a «En el aire, en tierra y mar» para reflejar la adición de la aviación al arsenal del Cuerpo.
La Universidad de Illinois Oeste usa el himno antes de todos los juegos de fútbol. Son la única academia no militar a la que se le permite usar el himno. La universidad ha tenido permiso para usar el apodo oficial, la mascota y el himno del Cuerpo desde 1927.

## Letra
| Marines' Hymn | Himno de los Marines |
| --- | --- |
| From the Halls of Moctezuma To the shores of Tripoli; We fight our country's battles In the air, on land, and sea; First to fight for right and freedom And to keep our honor clean; We are proud to claim the title Of United States Marine. Our flag's unfurled to every breeze From dawn to setting sun; We have fought in every clime and place Where we could take a gun; In the snow of far-off Northern lands And in sunny tropic scenes, You will find us always on the job The United States Marines. Here's health to you and to our Corps Which we are proud to serve; In many a strife we've fought for life And never lost our nerve. If the Army and the Navy Ever look on Heaven's scenes, They will find the streets are guarded By United States Marines. | Desde los Salones de Moctezuma a las costas de Trípoli; peleamos las batallas de nuestro país en el aire, en tierra y en el mar; primero para luchar por el derecho y la libertad; y para conservar limpio nuestro honor; estamos orgullosos de reclamar el título de Marines de los Estados Unidos. Nuestra bandera se despliega en cada brisa desde el amanecer hasta el atardecer; hemos luchado en todos los climas y lugares donde podíamos tomar un arma; en la nieve de tierras lejanas del norte y en escenas soleadas del trópico, nos encontrarán siempre en el trabajo: los Marines de los Estados Unidos. Salud a ustedes y a nuestro Cuerpo al que estamos orgullosos de servir; en muchas luchas hemos peleado por la vida y nunca perdimos nuestro valor; si el Ejército y la Armada miran las escenas del Cielo, encontrarán que las calles están custodiadas por Marines de los Estados Unidos. |

## Otras lecturas
- Collins, Ace. Songs Sung, Red, White, and Blue: The Stories Behind America's Best-Loved Patriotic Songs. HarperResource, 2003. ISBN 0060513047
- Londres, Joshua E. Victory in Tripoli: How America's War with the Barbery Pirates Established the U.S. Navy and Shaped a Nation Nueva Jersey: John Wiley & Sons, Inc., 2005. ISBN 0-471-44415-4